# عبد الكريم داود البرغوثي
عبد الكريم داود البرغوثي من رجالات الأردن وفلسطين – كان له دور فعال في فلسطين ومن ثم الأردن في القرن الماضي على عدة اصعدة، ففي مجال الخدمة المهنية كان من كبار رجالات الشرطة الفلسطينية الذين ساهموا في بناء المؤسسة العسكرية في فلسطين تاركا بصماته الإدارية في معظم المراكز التي شغلها في مدن فلسطين في احلك فترات تاريخها قبل الاغتصاب وأُجهضت هذه المؤسسة مع احتلال فلسطين عام 1948 حيث انتقل إلى الجيش العربي في الأردن وكان من مؤسسي المباحث الأردنية التي تطورت إلى دائرة المخابرات العامة ولاحقا كان من مؤسسي مديرية الأمن العام.
بعد تقاعده من الخدمة العسكرية عمل سنوات عديدة في إدارة عددا من الفنادق الكبرى في مدينة عمان وكان له نشاطا اجتماعيا مرموقا ومشاركا في العديد من النشاطات الاجتماعية والخيرية.
كان من دعاة الوحدة العربية والوحدة الوطنية والولاء للوطن وساهم بجمع شمل عائلة البرغوثي في الأردن وفلسطين والشتات وقام بالاجتماع بأبناء العائلة في رحلات إلى دول المهجر المختلفة وتمكن مع من عدد من رجالات العائلة بتأسيس رابطة ال البرغوثي في أوائل الثمانينات من القرن الماضي ورأسها عدة دورات وتوفاه الله عام 1985.

## السيرة الحياتية
ولد في قرية ديرغسانة من قضاء رام الله – فلسطين عام 1912
التحق مع سلاح الفرسان بعد انهائه الدراسة في مدرسة القرية.
التحق مع الشرطة الفلسطينية وتدرج في الرتب العسكرية، حيث خدم في الناصرة، صفد، بيسان، طبريا، سلفيت وطوباس إلى أن أصبح مديراً لشرطة يافا.
التحق في كلية القانون في يافا وحصل على شهادة المحاماة.
التحق بالجيش العربي الأردني برتبة رائد عام في 1/6/1948 وعمل مساعداً لقائد منطقة نابلس ثم مساعداً لقائد منطقة الخليل ثم قائداً لمنطقة معان ثم السلط ثم الخليل ثم إربد – ومديراً للجنة الهدنة في القدس ونقل من ملاك الجيش العربي إلى ملاك الأمن العام بتاريخ 22/9/1956 حيث تدرج بالمناصب لغاية مساعدا لمدير الأمن العام
اشترك في وضع قوانين الأمن العام المعمول بها حالياً.
التحق بدورة تدريبية في بريطانيا عام 1954/1955 (High Command Police Officers).
كان عضواً فاعلاً ومحايداً وأمينا في المحكمة العسكرية بالأردن التي شكلت في 11/4/1957 برئاسة عكاش الزبن وعضويته إضافة لعضوية احمد بسلان.
رمج من الخدمة العسكرية خلال خدمته بتاريخ 10/3/1959
احتصل خلال خدمته العسكرية على عدة أوسمة منها وسام الإستقلال من الدرجة الثالثة.
عمل مديراً لشركة الفنادق والسياحة الأردنية وأشرف على بناء فندق إنتركونتيننتال الأردن في مدينة عمان خلال هذه الفترة لغاية إعادته إلى الخدمة في جهاز الأمن العام بتاريخ 3/3/1962 حيث خدم كمساعد لمدير الأمن العام لحين إحالته للتقاعد برتبة عميد اعتباراً من 1/12/1964.
بعد تقاعده من الخدمة العسكرية عام 1964 عمل مرة أخرى في القطاع الخاص وتحديدا قطاع الفنادق حيث كان له دور قيادي في إدارة عدد من الفنادق الجديدة في مدينة عمان (مدينة) ومنها فندق إنتركونتيننتال الأردن ومديراً لفندق الشرق الاوسط ثم فندق القدس الدولي وشغل خلالها رئيساً لجمعية الفنادق الأردنية.
في بداية الثمانينات من القرن الماضي عمل مع عدد من أبناء العائلة على لم شمل العائلة في الأردن والمهجر حيث قام بزيارات لهم في السعودية والخليج العربي وعقد اجتماعات معهم توجت بتأسيس رابطة ال البرغوثي عام 1982 حيث كان رئيسها لعدة دورات.
توفي في مدينة عمان عام 1985.

### الخدمة فيفلسطين
خدم كضابط في الشرطة الفلسطينية خلال فترة الانتداب البريطاني في معظم مدن فلسطين حيث كان في سلفيت (1936) وطوباس (1937) ثم غزَة (1938-1939) ثم صفد (1940-1941) ثم الناصرة (1943) وبيسان وطبريا عام (1944) وعكا (1945) واخيراً يافا (1946-1948).

### الخدمة فيالجيش العربي
1948 بعد وقوع نكبة فلسطين انتقل إلى طولكرم بدلاً من لبنان (كما كان مقترحاً) والتحق مع الجيش العربي هناك (قائد مقاطعة طولكرم)
1948-1949 حبس 40 يوما لعدم اطاعة الأوامر بإطلاق الرصاص على المتظاهرين بعد نكبة فلسطين.
نقل إلى منطقة السامرة - بتاريخ 1/6/1948 حيث عمل مساعدا لقائد منطقة نابلس آنذاك محمد المعايطة
نقل إلى قيادة الحرس الوطني بتاريخ 1/5/1950 ثم إلى القيادة العليا بتاريخ 3/7/1950 واعيد إلى منطقة السامرة بتاريخ 6/7/1950
نقل إلى منطقة معان حيث عين قائداً للمنطقة بتاريخ 5/10/1950
نقل إلى القيادة العليا بتاريخ 11/11/1951 ومنها قائداً لمنطقة البلقاء بتاريخ 20/1/1952 وكان رئيس الوزراء آنذاك توفيق أبو الهدى
نقل إلى منطقة الخليل حيث عين قائداً للمنطقة بتاريخ 15/1/1953
نقل إلى إربد - منطقة عجلون حيث عين قائداً للمنطقة بتاريخ 23/3/1955
عين قائدا لمدرسة تدريب الشرطة والدرك الأردنية بتاريخ 1/2/1956 وكان رئيس الوزراء آنذاك سمير الرفاعي
عين مديرا المباحث العامة الأردنية بتاريخ 5/6/1956 وكان رئيس الوزراء آنذاك سعيد المفتي
وعين مديرا للمباحث العسكرية بتاريخ 1/8/1956 وكان رئيس الوزراء آنذاك إبراهيم هاشم

### دوره في المحكمة العسكرية عام 1957
في عام 1957 كان رئيس المحكمة العسكرية لمحاكمة الشباب المتهمين بالتخطيط بعدة تهم في الأردن والتنظيم غير المشروع والتامر على نظام الحكم، ومحاولة تغيير الكيان، وحيازة منشورات ممنوعة. كان من المتهمين عددا من شباب القوميين العرب دعاة الوحدة بين الأردن وسوريا وقرأ رئيس المحكمة العسكرية عبد الكريم البرغوثي قرار المحكمة  ببراءة المتهمين والذي تضمن تبريرا قانونيا بتبرئتنهم - ليس لعدم وجود ادلة، ولكن لان الدعوة للوحدة العربية وخاصة بين سورية والأردن لاتعتبر جريمة، بل تعتبر مطلبا قوميا - واشار كذلك إلى ادبيات التنظيم التي لم يجد فيها أي نص يخالف ذلك وتمت تبرئة جميع المتهمين سوى واحد حكم عليه بغرامة خمسين ديناراً بتهمة حيازة كتب ممنوعة.

كذلك كان عضو المحكمة العسكرية برئاسة عكاش الزبن لمحاكمة الضباط المتهمين بالتخطيط لانقلاب في الأردن والمعروفين في حينه بحركة الضباط الأحرار الأردنيين حسب رواية ضافي موسى الجمعاني

### الخدمة فيالأمن العام
بعد تعريب الجيش العربي جرت تعديلات في القوات المسلحة الأردنية حيث فصلت قوات الشرطة عن قوات الجيش العربي بتاريخ 14 تموز 1956 ونقل إلى ملاك الأمن العام الجديد (الشرطة) بتاريخ 22/9/1956 ورقمه العسكري (5 خمسة) وكان إبراهيم هاشم رئيسا للوزراء في حينه.
خدم في ديوان الأمن العام من تاريخ 22/9/1956 لحين تعيينه رئيسا للجنة الهدنة الأردنية بتاريخ 21/8/1958 وكان رئيس الوزراء آنذاك سمير الرفاعي
نقل إلى السلط قائدا لمنطقة البلقاء بتاريخ 21/12/1958 حيث رمج من الخدمة بتاريخ 10/3/1959 عندما كان بهجت طبارة مديرا للامن العام وكان سمير الرفاعي رئيسا للوزراء.

اعيد إلى الخدمة في جهاز الأمن العام بتاريخ 3/3/1962 خلال شهر من تكليف الشهيد وصفي التل بتشكيل وزارته وكان كريم اوهان مديرا للامن العام.

عين مساعدا لمدير الأمن العام للمنطقة الشمالية بتاريخ 17/12/1962 وكان محمد هاشم مديرا للامن العام ومساعد مدير الأمن العام للإدارة – بتاريخ 29/6/1963 (وكان حكمت مهيار حينها مديرا للامن العام) إضافة إلى كونه قائدا لمنطقة عجلون بتاريخ 7/12/1963 حيث عمل مع رفاقه على رسم الأمن العام الجديد والذي حدد الواجبات ونظم القوة وكان الشريف حسين بن ناصر رئيسا للوزراء. (صدر القانون تحت رقم 38 لسنة 1965).

أحيل للتقاعد برتبة عميد اعتباراً من 1/12/1964 عندما كان راضي العبدالله مديرا للامن العام وبهجت التلهوني رئيسا للوزراء.

### العمل في القطاع الخاص
بعد تقاعده من الخدمة العسكرية عام 1964 عمل في القطاع الخاص وتحديدا قطاع الفنادق حيث شغل في إدارة عدد من الفنادق في مدينة عمان منها فندق الانتركونتيننتال الأردن ومديرا لفندق الشرق الاوسط ثم فندق القدس الدولي – ميليا وشغل خلالها رئيسا لجمعية الفنادق الأردنية.
في بداية الثمانينات من القرن الماضي عمل مع عدد من أبناء العائلة على لمِ شمل العائلة في الأردن والمهجر حيث قام بزيارات لهم في السعودية والخليج وعقد اجتماعات معهم توجت بتأسيس رابطة ال البرغوثي عام 1982 حيث كان رئيسها لعدة دورات.

### العائلة الشخصية
ولد عام 1912 في ديرغسانة قضاء رام الله في فلسطين ووالده داود ابن حسين علي إبراهيم (القاق) البرغوثي ووالدته ايسة بنت صالح زميروق البرغوثي من قرية ديرغسانة وله أخ واحد عبد الله الداود البرغوثي وكان أكبر منه بنحو سنتين وقد توفي في ديرغسانة عام 1989 وكان لهما اخت واحدة توفيت وهي طفلة صغيرة.
عام 1936 تزوج زينب بنت محمود العشوة البرغوثي ووالدها من قرية ديرغسانة ووالدتها صفية البرغوثي وهي أيضاً من قرية ديرغسانة، واخوان واخوات زينب هم محمد، سليمان، سعود ومحرم - توفيت زينب عام 1940 وله منها زهوة (مواليد 1937) وجهاد (مواليد 1939).
بعد وفاة زوجته الأولى زينب وفي عام 1942، تزوج كوثر بنت علي الأحمد الزعبي ووالدها من سكان الناصرة ووالدتها صروة وهي من عكا، واخوان واخوات كوثر هم إدريس، أحمد، توفيق، صالح، صلاح، صبحي، فاطمة، نجيَه، سميحة وميَسر. توفيت كوثر عام 1951 وله منها سناء (مواليد 1943) وسمير (مواليد 1945)
بعد وفاة زوجته الثانية كوثر، تزوج نجلاء بنت محمد احمد البرغوثي عام 1952 ووالدها من قرية ديرغسانة ووالدتها شريفة الزير البرغوثي من قرية كوبر، واخوان واخوات نجلاء هم أحمد وشوقي وعدلة وليلى وعبلة وسلوى وله منها اسامه (مواليد 1953) وسهاد (مواليد 1954) واياد (مواليد 1958)
توفي عبد الكريم البرغوثي (ابوجهاد) في مدينة عمان الأردن في 29/1/1985 واقيمت له جنازة عسكرية وشعبية ضخمة ومهيبة شارك فيها المئات من أبناء مدن وقرى الأردن وفلسطين الذين عرفوه عن قرب خلال مسيرة حياته المهنية والشخصية وأم المئات من شمال البلاد إلى جنوبها ومن شرقها إلى غربها بيوت العزاء المختلفة التي اقيمت له في الأردن وفلسطين والكويت والمملكة العربية السعودية.